# Pépito (opéra)
Pour les articles homonymes, voir Pépito (homonymie).
Personnages
- Vertigo, hôtelier
- Miguel, jeune paysan basque
- Manuelita, jeune orpheline

Pépito est un opéra-comique en un acte de Jacques Offenbach, sur un livret de Léon Battu et Jules Moinaux d’après un vaudeville de 1825 d’Eugène Scribe, créé le 28 octobre 1853 aux Variétés.

## Historique
Pépito est dédié à l'épouse du directeur de l’Opéra-Comique, Mme Émile Perrin. Il a été publié par Challiot avec quelques coupes en décembre 1853. Relancé en mars 1856 aux Bouffes-Parisiens, Pépito a fait partie du répertoire de la compagnie pour le reste de la décennie. Une production a été montée au Carltheater de Vienne sous le titre de Das Mädchen von Elizondo et ensuite en Allemagne et en Hongrie de nombreuses années par la suite. La première londonienne a eu lieu le 24 juin 1857, la viennoise le 18 décembre et celle de Budapest le 1er juin 1859.

## Contexte
Bien que directeur musical de la Comédie-Française au début des années 1850, Offenbach se désespérait d’être reconnu comme compositeur scénique. Il a écrit Pépito après avoir passé l’été 1853 à Cologne avec une partie de sa famille pour se ressourcer avant d’avoir à lutter pour l’obtention de commissions et de représentations.

## Réception
À l’origine, Pépito, « acte espagnol », était intitulé Vertigo, changement que de nombreux critiques ont déploré car Pépito n’apparaît jamais dans l’opéra alors que le personnage de Vertigo, à la fois barbier, musicien, facteur, dentiste et apothicaire, est une parodie de Figaro qui remporta les suffrages du public qui a fait bon accueil à cette pièce. La critique a été unanime à vanter le charme et l'originalité de la musique.
L’importance de Pépito dans la carrière du compositeur est d’avoir été le modèle, le prototype de toutes les œuvres brèves, monologues musicaux, saynètes à deux ou à trois personnages, qui ont permis à Offenbach de pourvoir le théâtre des Bouffes-Parisiens en œuvres. Offenbach produira deux nouvelles œuvres dans le goût espagnol : Les Bavards et Maître Peronilla.

## Argument
Manuelita, la jolie hôtesse de l’auberge basque d’Elizondo « À l’Espérance » repousse les avances de son voisin Vertigo, de l’auberge « Au Crocodile », qui a des vues sur elle tandis que le fiancé de celle-ci, Pépito, est parti comme lancier à la guerre et qu’elle attend son retour de l’armée pour l’épouser. Lorsque Miguel, l’ami d’enfance avec lequel elle jouait à des jeux innocents quand elle était petite, revient au village, il est également très attiré par Manuelita et tente de la séduire, d’abord par jeu. Pour ce faire, il invite Manuelita à dîner, mais il est interrompu par Vertigo qui lui dit que Manuelita est une vertu farouche qui n'aime que Pépito. Pour se débarrasser de son rival, il enivre Vertigo, mais comme Manuelita persiste à rejeter ses audacieuses propositions, Miguel finit par tomber réellement amoureux d’elle, à tel point qu’il décide de retourner à l’armée prendre la place de Pépito pour lui permettre de revenir épouser Manuelita. C’est alors que Vertigo se souvient qu’il a une lettre de Pépito à remettre à Miguel dans laquelle il lui apprend qu’il a épousé une cantinière à Cadix. Le souvenir de Pépito finit par s’effacer presque complètement et la nouvelle de son mariage est accueillie avec satisfaction par les deux amoureux. À l’annonce que Pépito l'a oubliée et que seul Miguel l'aime, Manuelita épousera donc son ami d'enfance, tandis que Vertigo, qui en est pour ses soupirs et ses déclarations, est le dindon de la farce.

## Distribution lors de la création
| Rôle                        | Type de voix | Distribution lors de la première, le 28 octobre 1853 (Chef d'orchestre : Jacques Offenbach) |
| --------------------------- | ------------ | ------------------------------------------------------------------------------------------- |
| Vertigo, hôtelier           | baryton      | Leclère                                                                                     |
| Miguel, jeune paysan basque | ténor        | Beauge                                                                                      |
| Manuelita, jeune orpheline  | soprano      | Larcena                                                                                     |

## Airs musicaux
- Ouverture
- « Il aimait notre vert feuillage » (Manuelita)
- « À tous les métiers moi j’excelle » (Vertigo)
- Romance « Un jour de détresse » (Manuelita)
- Duo « Si les filles de ce village » (Miguel et Manuelita)
- Trio « A table, à table »
- Romance « Jadis d’humeur légère » (Miguel)
- Duo « Un jour au pied de la madone » (Miguel et Manuelita)
- Finale « Adieu, Adieu »